# Лука (Золочевский район)
Лука (укр. Лука) — село в Золочевской городской общине Золочевского района Львовской области Украины.
Население по переписи 2001 года составляло 280 человек. Занимает площадь 0,737 км². Почтовый индекс — 80746. Телефонный код — 3265.